# Agapito di Pečers'k
Agapito di Pečers'k (Kiev, XI secolo – Monastero delle Grotte di Kiev, 14 giugno 1095) è stato un monaco e medico della Rus' di Kiev. È venerato come santo dalla Chiesa ortodossa russa che ne celebra la memoria il 14 giugno.

## Biografia

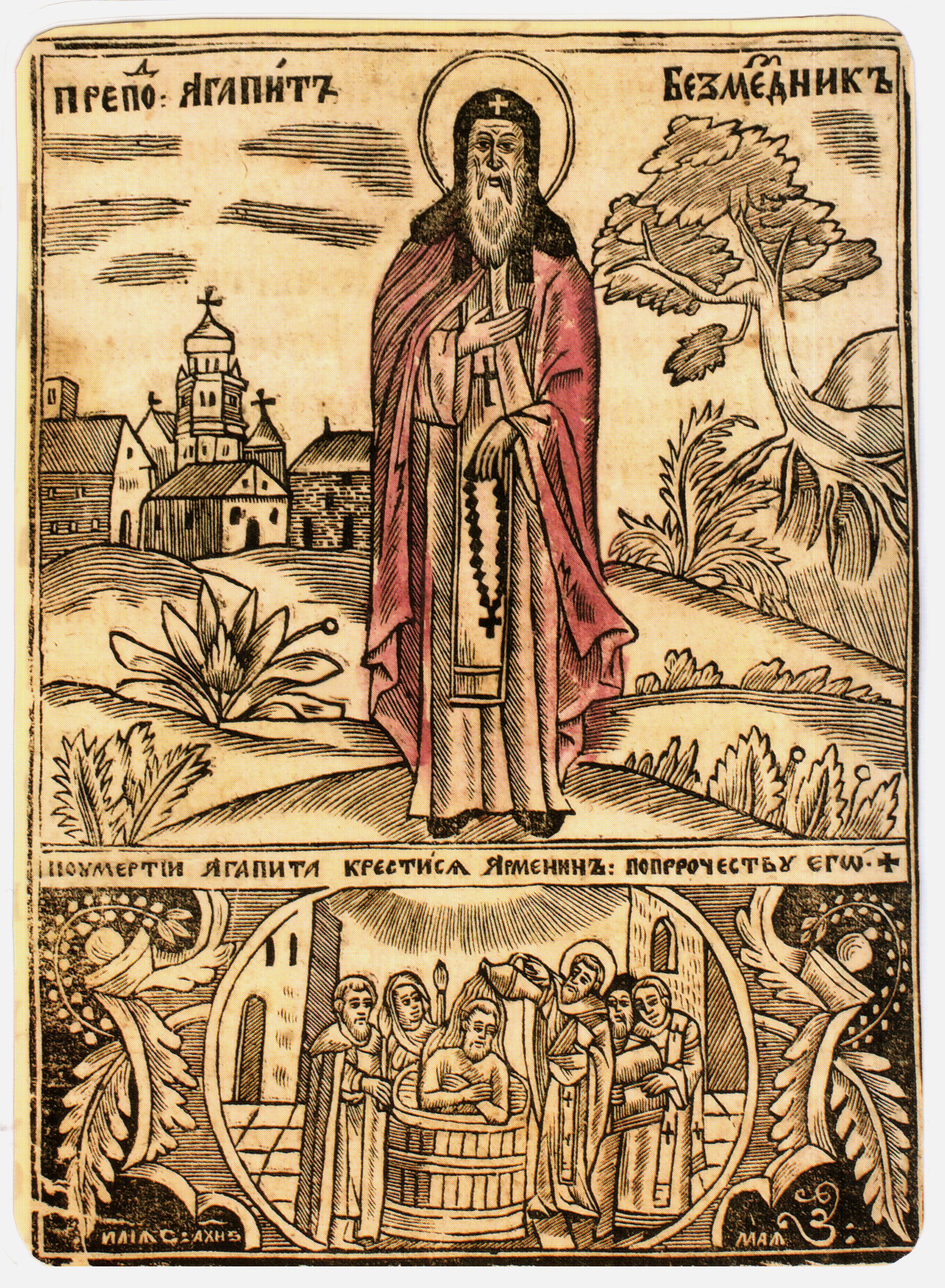
Sant'Agapito di Pečers'k

La sua agiografia è contenuta nei Pateriki del Monastero delle Grotte di Kiev, redatti tra l'XI e il XIII secolo.
Tra i primi discepoli che seguirono sant'Antonio di Pečers'k contribuì alla fondazione del Monastero delle Grotte di Kiev. Di professione medico era solito curare, attraverso le proprietà curative delle erbe e la preghiera, i suoi confratelli e i cittadini di Kiev che chiedevano il suo aiuto, alcuni dei quali lasciarono dopo la guarigione lasciti che contribuirono al sostentamento della comunità religiosa.
La sua agiografia si sofferma in modo particolare sull'episodio che lo vide contrapporsi ad un medico armeno, la cui bravura per il sentire comune era tale da permettergli di sapere non solo il tipo di malattia sofferta dai pazienti ma persino il giorno esatto in cui il malato sarebbe morto. Dopo che Agapito ebbe guarito un suo assistito che aveva già dato per morente, dapprima fallì nel tentativo di avvelenare il monaco quindi, quando questo cadde malato, scommise con lo stesso che sarebbe morto entro tre giorni. Nel caso in cui avesse fallito nella sua prognosi promise di convertirsi al cristianesimo ortodosso. Particolare significativo dell'agiografia del santo è la rabbia e la veemenza con cui Agapito si scagliò contro il suo interlocutore una volta saputo che non era battezzato: "Dunque osi anche mettere piede nella mia cella e, peccatore, allungare le tue mani verso di me? Allontanati da qui figura infedele e impura" furono infatti le parole che gli rivolse nell'occasione. Agapito morì solo tre settimane più tardi e il medico armeno, rispettando la parola data, si convertì e prese i voti monastici nel monastero.
La Vita del santo racconta inoltre di come, tramite il decotto di alcune erbe, Agapito fu in grado di guarire da una malattia gravissima Vladimir II di Kiev, allora Duca di Černihiv, il quale non riuscì tuttavia a ringraziarlo per l'opera prestatagli poiché, ogniqualvolta si recava al Monastero, il monaco si nascondeva dal suo cospetto.